# Пуллиньяк
Пуллинья́к (фр. Poullignac) — коммуна во Франции, находится в регионе Пуату — Шаранта. Департамент — Шаранта. Входит в состав кантона Монморо-Сен-Сибар. Округ коммуны — Ангулем.
Код INSEE коммуны — 16267.
Коммуна расположена приблизительно в 430 км к юго-западу от Парижа, в 135 км южнее Пуатье, в 31 км к юго-западу от Ангулема.

## Население
Население коммуны на 2008 год составляло 80 человек.
| 1962 | 1968 | 1975 | 1982 | 1990 | 1999 | 2008 |
| ---- | ---- | ---- | ---- | ---- | ---- | ---- |
| 154  | 143  | 102  | 124  | 97   | 77   | 80   |

## Экономика
В 2007 году среди 56 человек в трудоспособном возрасте (15—64 лет) 36 были экономически активными, 20 — неактивными (показатель активности — 64,3 %, в 1999 году было 59,2 %). Из 36 активных работали 30 человек (19 мужчин и 11 женщин), безработных было 6 (0 мужчин и 6 женщин). Среди 20 неактивных 3 человека были учениками или студентами, 8 — пенсионерами, 9 были неактивными по другим причинам.

## Достопримечательности
- Приходская церковь Сен-Мартен (XI—XII века). Исторический памятник с 1987 года[3]

## Фотогалерея

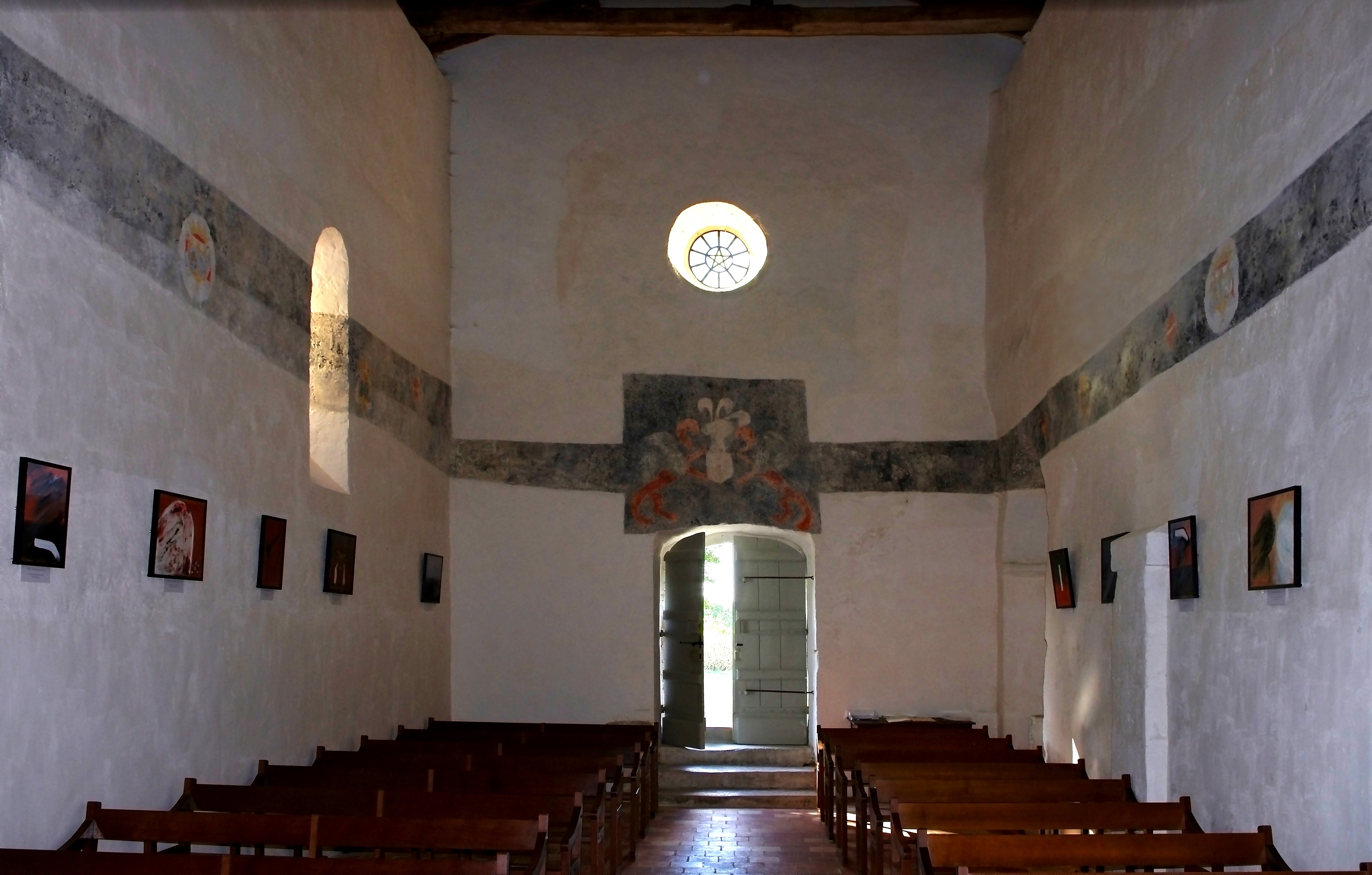
Интерьер церкви Сен-Мартен
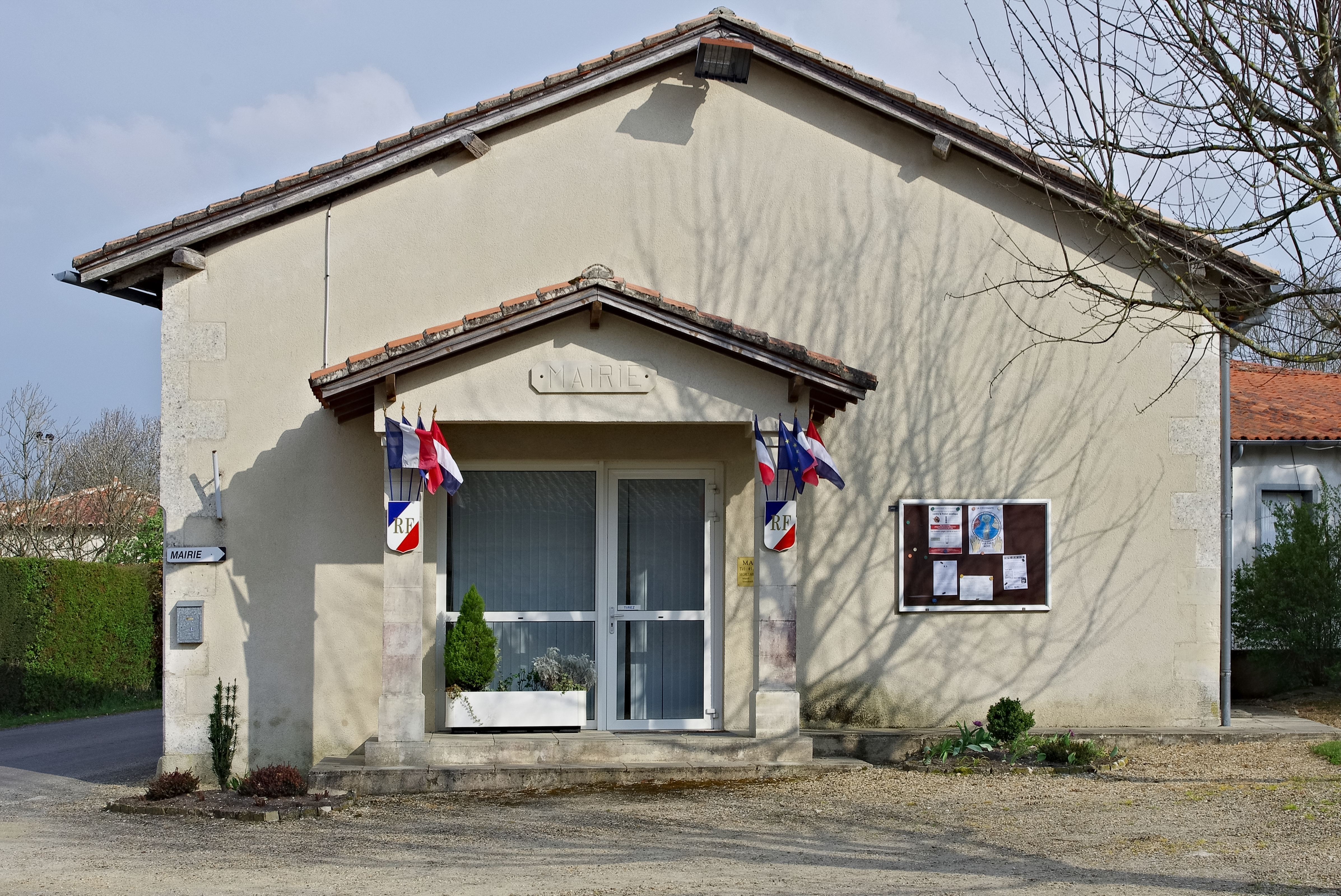
Мэрия
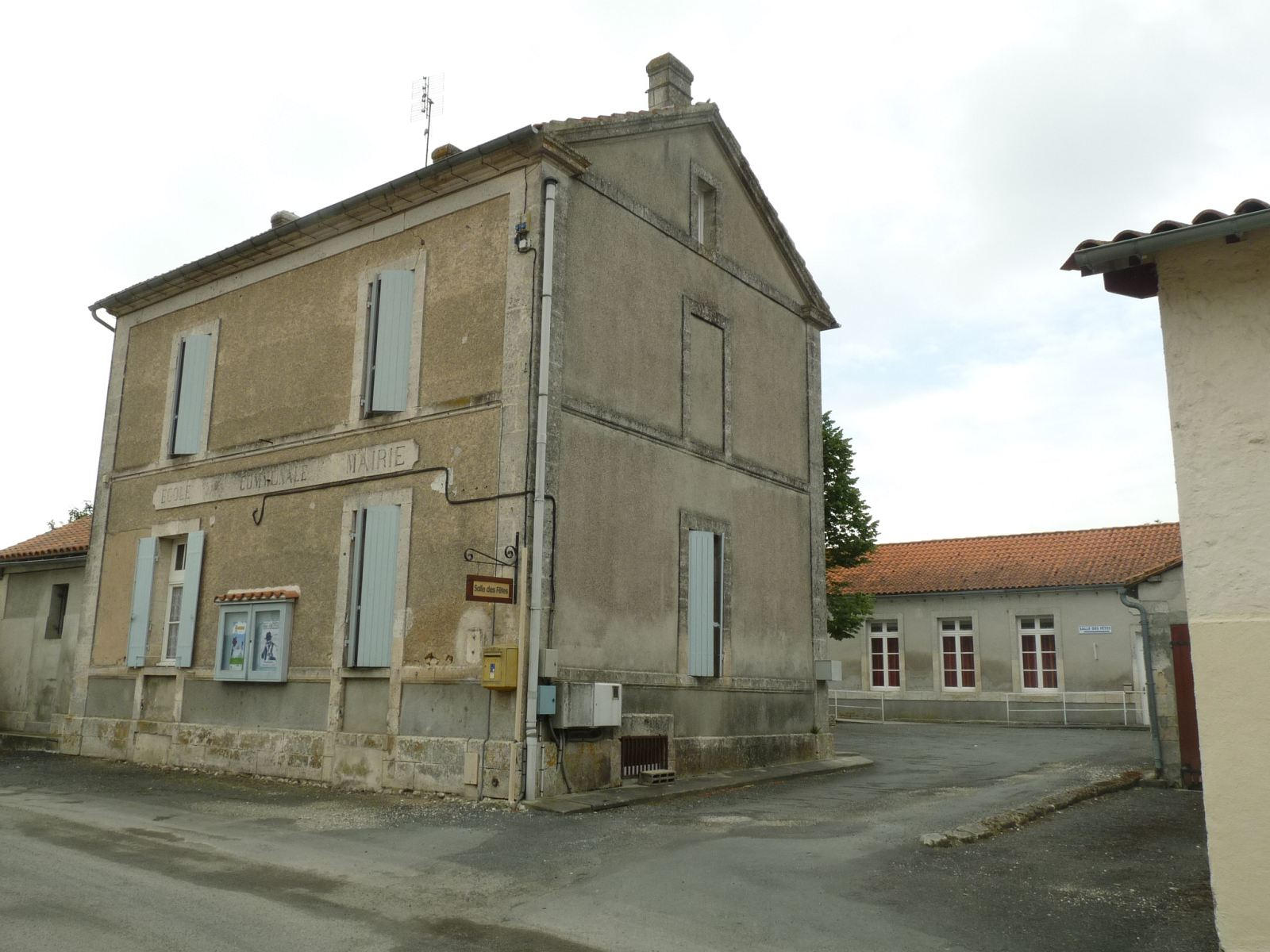
Зал для проведения торжеств, бывшая мэрия-школа